# Eubacterium uniforme
Eubacterium uniforme è una specie di batterio appartenente alla famiglia delle Eubacteriaceae.